# Gabriela Ballová
Gabriela Ballová je bývalá československá krasobruslařka.
Byla členkou klubu Slovan Bratislava. V roce 1986 vyhrála mistrovství Slovenska.

## Výsledky
| Soutěž                                | 1982 | 1983 | 1984 | 1985 | 1986 |
| ------------------------------------- | ---- | ---- | ---- | ---- | ---- |
| Mistrovství Evropy v krasobruslení    |      |      |      | 24   |      |
| Mistrovství ČSR v krasobruslení       | 4    | 2    | 2    | 1    | 1    |
| Mistrovství Slovenska v krasobruslení |      |      |      |      | 1    |